# 49
| [ Edytuj tabelę ] |                       |
| Król Armenii      | - 42 Mitrydates 51    |
| Cesarz Chin       | - 25 Guangwudi 57     |
| Władca Korei      | - 48 Mobon 53         |
| Król Nabatei      | - 40 Malichus II 70   |
| Papież            | - 33 Piotr Apostoł 67 |
| Król Partów       | - 40 Gotarzes II 51   |
| Cesarz Rzymu      | - 41 Klaudiusz 54     |

Rok 49 / XLIX
stulecia: I wiek p.n.e. ~
I wiek ~
II wiek

lata: 39 «
44 «
45 «
46 «
47 «
48 «
49
» 50
» 51
» 52
» 53
» 54
» 59

## Wydarzenia
- Seneka Młodszy napisał dialog O krótkości życia.
- Sobór jerozolimski (lub 48).

## Zmarli
- Lollia Paulina, cesarzowa rzymska (ur. ≈15).
- Ma Yuan, chiński generał (ur. 14 p.n.e.).